# الغواصة الألمانية يو-750
غواصة يو-750 او القاتل الصامت بالانجليزية (German submarine U-750) غواصة يو بوت ألمانية من غواصة الفئة السابعة سي بنيت لسلاح بحرية ألمانيا النازية كريغسمارينه، في أحواض شيتشاو-فيرك خلال الحرب العالمية الثانية.

## التصاميم

### الأبعاد:
- الطول: تقدر الأبعاد الرئيسية لـ U-750 بحوالي 67 مترًا.
- العرض: تتراوح العرض حوالي 6 مترًا.
- الغاطس: كانت الغاطسة القصوى حوالي 4.7 مترًا.

### الوزن والإزاحة:
- الوزن السطحي: تقدر بحوالي 864 طن.
- الوزن غاطسًا: قدر بحوالي 994 طن.

### المحركات:
- U-750 كانت تحتوي على محركات ديزل للسطح ومحركات كهربائية للغوص.
- تم تزويدها بمحركات تسمح لها بالسير بسرعة تتراوح بين 17-21 عقدة على سطح الماء و 7.3 عقدة أثناء الغوص.

### السلاح:
U-750 كانت تحمل أنابيب لإطلاق الطوربيدات، وكان لديها أيضًا مدفع أمامي يمكن استخدامه لاستهداف السفن السطحية.

### الطاقم:
تحتوي الغواصة على طاقم يتألف من ضباط وأفراد لتشغيل وصيانة الغواصة.

### التكنولوجيا:
كانت U-750 مجهزة بأحدث التقنيات المتاحة في ذلك الوقت لضمان كفاءتها القتالية والبقاء على قيد الحياة في المياه.

## تاريخ الخدمة
غواصة U-750 لم تشتهر بمسيرة طويلة في الخدمة خلال الحرب العالمية الثانية.
تم بناء U-750 خلال الحرب العالمية الثانية، ولكنها لم تشتهر بعدد كبير من العمليات الناجحة أو المشاركة في أحداث بارزة. بالنظر إلى الوقت المعتاد لبناء وإطلاق الغواصات الألمانية خلال تلك الفترة، يمكن أن تكون خدمتها قد بدأت حوالي عام 1943 أو 1944.
لا توجد سجلات محددة تشير إلى النجاحات أو الأحداث التي شاركت فيها هذه الغواصة. قد تكون قد شاركت في دوريات وعمليات تجسس في المحيط الأطلسي أو البحر الأبيض المتوسط، ولكن التفاصيل المحددة عن خدمتها تبقى محدودة.

## ملخص نتائج الحرب
لا توجد سجلات محددة تشير إلى النجاحات أو الأحداث التي شاركت فيها هذه الغواصة. قد تكون قد شاركت في دوريات وعمليات تجسس في المحيط الأطلسي أو البحر الأبيض المتوسط، ولكن التفاصيل المحددة عن خدمتها تبقى محدودة.